# Varthemia corymbulosa
Varthemia corymbulosa là một loài thực vật có hoa trong họ Cúc. Loài này được Bornm. miêu tả khoa học đầu tiên năm 1938.